# Conseil (personnage)
Conseil est un personnage fictif, un des protagonistes du roman Vingt Mille Lieues sous les mers de Jules Verne.

## Le personnage
Conseil est le domestique du professeur Pierre Aronnax. Âgé de trente ans, il est au service de ce dernier depuis dix ans. Flamand d'origine, il accompagne le professeur dans tous ses voyages. À force de le côtoyer, il est devenu un spécialiste de la classification en histoire naturelle, mais seulement en théorie, étant incapable de différencier une baleine d'un cachalot. Physiquement doté de muscles solides et en pleine santé, Verne en fait le portrait suivant :
« un être flegmatique par nature, régulier par principe, zélé par habitude, s'étonnant peu des surprises de la vie, très adroit de ses mains, apte à tout service, et, en dépit de son nom, ne donnant jamais de conseils — même quand on ne lui en demandait pas. ».
Très à cheval sur les principes, il ne s'adresse jamais à Aronnax qu'à la troisième personne. Durant l'odyssée du Nautilus, il se lie d'amitié avec Ned Land dont il partage la cabine. Décidé comme lui à s'échapper, il n'hésite pas cependant  à prendre part aux excursions hors du sous-marin. Il finira, avec ses deux compagnons, par être recueilli par les pêcheurs des îles Loffoden.

## Sources
Jean-François Conseil, inventeur d'un bateau semi-submersible, avait donné quelques avis à Verne pour la manœuvre de son sous-marin. Ce dernier, par reconnaissance, nomma ainsi le domestique si dévoué.

## Cinéma
- En 1954, Peter Lorre interprètera le personnage dans le film de Richard Fleischer.